# David Grossman
David Grossman (in ebraico דויד גרוסמן‎?; Gerusalemme, 25 gennaio 1954) è uno scrittore israeliano.

## Biografia

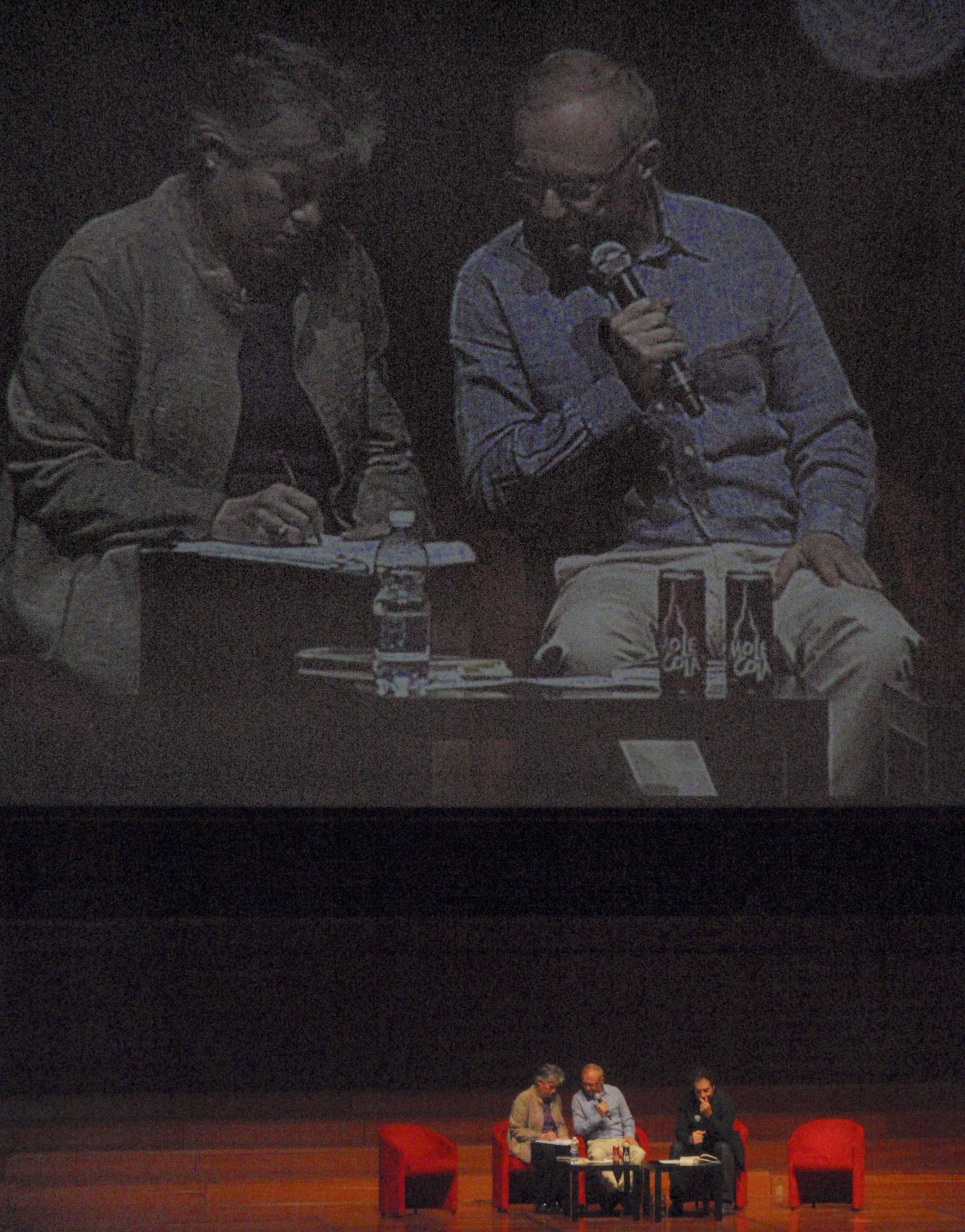
David Grossman alla Fiera del Libro di Torino nel 2013

Il padre di David Grossman immigrò in Israele all'età di nove anni, proveniente dallo shtetl di Dynów, in Galizia; autista di autobus, per motivi di salute fu incaricato di dirigere la biblioteca dell'azienda di trasporti, ed è lì che David ha iniziato, sin da bambino, la sua passione per la lettura e la letteratura, avvicinandosi precocemente a quella che sarebbe stata la sua futura professione; all'età di nove anni, Grossman vinse una competizione nazionale sulla conoscenza dell'opera di Sholem Aleichem, successivamente lavorò come attore e come corrispondente per la radio Kol Israel, il servizio radiofonico di Stato israeliano.
È stato anche uno dei presentatori di חתול בשק (hatul be-saq, "Gatto nel sacco"), un programma per bambini trasmesso dal 1970 al 1984. Nello stesso programma fu trasmesso, sotto forma di dramma radiofonico, il suo libro Il duello. Insieme a Dani Eldar, ha condotto la popolare serie radiofonica Stutz (in Yiddish: "che può accadere"). Il suo rapporto con la radio di Stato israeliana cessò bruscamente nel 1988, quando fu licenziato per avere confermato di essere ateo, e per le proprie posizioni politiche.
Grossman ha studiato filosofia e teatro all'Università Ebraica di Gerusalemme. Nel 1984 ha vinto il Premio del Primo Ministro per il lavoro creativo. Grossman vive a Mevaseret Zion, vicino a Gerusalemme. È sposato ed è padre di tre figli, Jonathan, Ruth e Uri, morto nell'estate del 2006 durante la guerra del Libano, vicenda alla base del suo lavoro più famoso.

### Carriera
David Grossman è considerato tra i più grandi scrittori e romanzieri contemporanei, noto per il suo stile semplice e avvincente. Tra i suoi libri di maggior successo vanno ricordati Qualcuno con cui correre e Ci sono bambini a zig zag, storie che se lette superficialmente possono sembrare destinate a un pubblico di giovanissimi, sebbene tocchino temi profondi e universali.
Di forma decisamente più sperimentale sono invece altri romanzi, come Che tu sia per me il coltello o Vedi alla voce: amore; quest'ultimo in particolare, considerato il suo capolavoro, è un'opera dalla complessa architettura e dalla grande originalità stilistica, che attraverso mezzi espressivi inusuali, salti temporali, viaggi fantastici e personaggi singolari, racconta la Shoah vista dagli occhi e dalla fantasia di un bambino figlio di sopravvissuti.
Altrettanto ambizioso è A un cerbiatto somiglia il mio amore, la storia di una madre il cui figlio è impegnato in un'incursione militare in Libano. La donna è certa che il ragazzo morirà, e lascia la casa per evitare di essere presente quando i militari verranno a comunicarle la morte del figlio. Con questa fuga pensa di proteggere il figlio stesso: evitando di ricevere l’annuncio temuto, l’annuncio non avrà ragione di essere. Così parte per il viaggio attraverso Israele che aveva programmato proprio con il figlio - il cerbiatto del titolo - in compagnia del suo ex amante e compagno d'armi del marito, ripercorrendo la storia di un'intera nazione, con le sue contraddizioni e fragilità, fino a quando dovrà tornare a fare patti con la realtà.
Il vento giallo, il suo efficace saggio sulla popolazione palestinese nei territori occupati dagli israeliani in Cisgiordania e nella Striscia di Gaza, è stato accolto con calore all'estero e ha innescato dibattiti e polemiche nel suo paese.

### Politica
Grossman è un attivista e sostenitore della sinistra israeliana, in particolare del Partito Laburista Israeliano, dai tempi di Yitzhak Rabin, ed è un critico della politica governativa nei confronti dei palestinesi di Gaza e Cisgiordania. Queste posizioni gli attirano da sempre le critiche e le ostilità della destra.
Come gran parte degli israeliani, Grossman ha però sostenuto Israele durante la guerra israelo-libanese del 2006, condotta contro le milizie del partito islamico Hezbollah, ma il 10 agosto 2006, insieme agli autori Amos Oz ed Abraham Yehoshua, ha parlato durante una conferenza stampa chiedendo al governo di trovare un accordo per un cessate il fuoco come base per negoziati che portassero ad una soluzione concordata, definendo ulteriori azioni militari come "pericolose e controproducenti" ed esprimendo preoccupazione per il governo libanese.
12 giorni dopo, suo figlio Uri, di 20 anni, militare di leva nella guerra in questione, è stato ucciso da un missile anticarro durante un'operazione delle forze di difesa israeliane nel sud del Libano volta a massimizzare quanto ottenuto contro Hezbollah poco prima della cessazione del fuoco imposto dal Consiglio di sicurezza delle Nazioni Unite. L'impegno di Grossman in favore della pace e del dialogo con arabi e musulmani è di conseguenza aumentato durante gli anni recenti.
Nel 2015, in un'intervista rilasciata a Fabio Scuto per la Repubblica, ha espresso parole di sostegno per la politica tenuta da Benjamin Netanyahu nei confronti dell'Iran (pur criticandone "la tendenza alle manipolazioni" e augurandosi che "non vinca le elezioni") e si è pronunciato duramente contro la strage islamista della redazione di Charlie Hebdo.
Nel corso di una intervista rilasciata a Francesca Caferri su la Repubblica, il 1 agosto 2025, sul tema del genocidio nella Striscia di Gaza, ha dichiarato «Per anni ho rifiutato di utilizzare questa parola: "genocidio". Ma adesso non posso trattenermi dall'usarla, dopo quello che ho letto sui giornali, dopo le immagini che ho visto e dopo aver parlato con persone che sono state lì. Ma vede, questa parola serve principalmente per dare una definizione o per fini giuridici: io invece voglio parlare come un essere umano che è nato dentro questo conflitto e ha avuto l’intera esistenza devastata dall’Occupazione e dalla guerra. Voglio parlare come una persona che ha fatto tutto quello che poteva per non arrivare a chiamare Israele uno Stato genocida. E ora, con immenso dolore e con il cuore spezzato, devo constatare che sta accadendo di fronte ai miei occhi. "Genocidio". È una parola valanga: una volta che la pronunci, non fa che crescere, come una valanga appunto. E porta ancora più distruzione e più sofferenza».

### A un cerbiatto somiglia il mio amore
Il romanzo A un cerbiatto somiglia il mio amore (2008) narra di una madre che con un gesto vitalissimo e disperato fugge dai militari venuti ad annunciarle la morte del figlio. In questo testo Grossman sembra ripercorrere con toni rarefatti la vicenda autobiografica che nel 2006 vide la morte del suo figlio Uri ucciso da un missile anticarro durante un'operazione delle forze di difesa israeliane durante la guerra contro Hezbollah nel sud del Libano.

## Opere
Di seguito, vengono presentati i titoli tradotti in italiano, tra parentesi il titolo originale - sia in caratteri ebraici che traslitterato - e l'anno di prima pubblicazione, e le edizioni italiane.

### Narrativa
- Il duello (1982, דו קרב, Du-krav), trad. di Daria Merlo, illustrazioni di Alessandro Sanna, a cura di Mirella Zocchi, Milano, Mondadori, 2001, ISBN 88-04-49152-3 ISBN 88-247-1960-0.
- Il sorriso dell'agnello (חיוך הגדי ,1983, Hiyukh ha-gedi), trad. di Gaio Sciloni, Milano, Mondadori, 1994, ISBN 88-04-33517-3 ISBN 88-04-39585-0 ISBN 88-04-54618-2 ISBN 978-88-04-54618-4.
- Vedi alla voce: amore (1986, עיין ערך: אהבה, Ayen erekh—ahavah), trad. di G. Sciloni, Prefazione di Paolo Mauri, 1988, ISBN 88-04-30946-6 ISBN 88-04-33132-1 ISBN 88-04-42927-5 ISBN 88-04-46061-X ISBN 978-88-04-58255-7 (altra ed., Torino, Einaudi, 1999, 2003 e 2007, ISBN 88-06-15223-8 ISBN 978-88-06-19066-8)
- Il giardino d'infanzia di Riki (1988, teatro), trad. di Gabriella Steindler Moscati, 1990, ISBN 88-04-33099-6.
- Il libro della grammatica interiore (ספר הדקדוק הפנימי ,1991, Sefer ha-dikduk ha-penimi), trad. di Sarah Kaminski e Elena Loewenthal, 1992, ISBN 88-04-46746-0 ISBN 88-04-35531-X ISBN 978-88-04-58437-7
- Ci sono bambini a zig-zag (יש ילדים זיג זג ,1994, Yesh yeladim zigzag), trad. di S. Kaminski e E. Loewenthal, 1996, ISBN 88-04-40776-X ISBN 978-88-04-56949-7.
- Che tu sia per me il coltello (שתהיי לי הסכין ,1998, Shetehi Li HaSakin), trad. di Alessandra Shomroni, 1999, ISBN 88-04-45835-6 ISBN 88-04-47367-3 ISBN 88-04-56698-1 ISBN 978-88-04-47367-1 ISBN 978-88-04-58819-1.
- Qualcuno con cui correre (מישהו לרוץ איתו ,2000, Mishehu laruts ito), trad. di A. Shomroni, Milano, Mondadori, 2002, ISBN 88-04-48858-1 ISBN 88-04-50818-3 ISBN 978-88-04-50818-2, ISBN 978-88-04-58251-9.
- L'uomo che corre (1983, Ratz), trad. di Alessandro Guetta, Milano, Leonardo, 1994; Milano, Mondadori, 2002, ISBN 88-04-38999-0 ISBN 88-04-33155-0 ISBN 88-04-50140-5 ISBN 978-88-04-50140-4
- Col corpo capisco (2003, בגוף אני מבינה, Ba-guf ani mevinah: tsemed novelot), trad. di A. Shomroni, Collana Scrittori italiani e stranieri, Milano, Mondadori, 2004, ISBN 88-04-51813-8 ISBN 88-04-53345-5 ISBN 978-88-04-53345-0 ISBN 978-88-04-58853-5 . [nel titolo originale, sfumatura intraducibile, il verbo "capisco" è al femminile].
- A un cerbiatto somiglia il mio amore (2008, אישה בורחת מבשורה, Isha borachat mibsora), trad. di A. Shomroni, Collana Scrittori italiani e stranieri, Milano, Mondadori, 2009, ISBN 978-88-04-59274-7.
- Caduto fuori dal tempo, trad. di A. Shomroni, Collana Scrittori italiani e stranieri, Milano, Mondadori, 2012, ISBN 978-88-04-62391-5.
- Applausi a scena vuota, trad. di A. Shomroni, Collana Scrittori italiani e stranieri, Milano, Mondadori, 2014, ISBN 978-88-04-64868-0.
- La vita gioca con me, traduzione di A. Shomroni, Collana Scrittori italiani e stranieri, Milano, Mondadori, 2019, ISBN 978-88-047-1979-3.

### Libri per bambini
- Le avventure di Itamar, trad. di Giorgio Voghera, illustrazioni di Federico Maggioni, 1991, ISBN 88-04-34477-6 ISBN 88-04-46272-8 ISBN 978-88-04-59899-2.
- Un milione di anni fa (1998), trad. di Angela Ragusa, illustrazioni di Lee Joung Mee, illustrazioni di Giulia Orecchia, 2010, ISBN 88-04-44642-0 ISBN 978-88-04-59898-5.
- Un bambino e il suo papà, trad. di E. Loewenthal e G. Voghera, illustrazioni di Barbara Nascimbeni, 1999, ISBN 88-04-46989-7.
- Buonanotte giraffa, trad. di Daria Merlo, illustrazioni di Katja Gehrmann, 2001, ISBN 88-04-49778-5 ISBN 978-88-04-59900-5.
- Itamar va a caccia di sogni (1990, Itamar Tzayad Hachalomot), trad. di E. Loewenthal, illustrazioni di Manuela Santini, 2001, ISBN 978-88-04-57496-5 ISBN 88-04-49806-4.
- Itamar passeggia sulle pareti (1986), trad. di E. Loewenthal, 2001, ISBN 88-04-49805-6.
- Itamar e il cappello magico (1992, Itamar Ve-Kova Ha-Ksamim Ha-Shahor), trad. di E. Loewenthal, illustrazioni di Barbara Nascimbeni, 2005, ISBN 88-04-53859-7 ISBN 978-88-04-53859-2
- Itamar il grande, a cura di Monica Floreale, Torino, Einaudi, 2007, ISBN 978-88-286-0928-5.
- La lingua speciale di Uri (1990, Ha-Safah Ha-Miuhedet Shel Uri), trad. e adattamento di Bianca Pitzorno, illustrazioni di Manuela Santini, 2007, ISBN 978-88-04-56962-6.
- Ruti vuole dormire e altre storie, trad. di Alessandra Shomroni, Milano, Mondadori, 2010, ISBN 978-88-04-60488-4.
- La principessa del sole, trad. di A. Shomroni, Milano, Mondadori, 2015, ISBN 978-88-046-5773-6.
- Mia, tua, nostra, trad. di A. Shomroni, illustrazioni di Giulia Orecchia, Milano, Mondadori, 2016.
- L'abbraccio, Milano, Mondadori, 2018, ISBN 978-88-047-0730-1.
- Rughe, Milano, Mondadori, 2021, ISBN 978-88-04-73178-8

### Saggi
- Il vento giallo, trad. di G. Sciloni, Milano, Mondadori, 1988 (1987, הזמן הצהוב, Zeman ha-tsahov) ISBN 88-04-31361-7 ISBN 88-04-32695-6.
- Un popolo invisibile. I Palestinesi d'Israele, trad. di Sarah Kaminski e Elena Loewenthal, Milano, Mondadori, 1993 (1992, נוכחים נפקדים, Nokhehim Nifkadim) ISBN 88-04-36279-0.
- Non possiamo ancora parlare di conciliazione, discorso per il cinquantenario della liberazione di Auschwitz: che cosa significa questa giornata per i successori delle vittime e per gli eredi dei colpevoli?, 1995 tradotto dalla prima pagina di die Zeit, n. 5, 27 gennaio 1995
- La memoria della Shoah, intervista di Matteo Bellinelli, Bellinzona, Casagrande, 2000, ISBN 88-7713-312-0.
- La guerra che non si può vincere. Cronache dal conflitto tra israeliani e palestinesi, a cura di Efrat Lev, trad. di A. Shomroni, Collana Strade blu.Saggi, Milano, Mondadori, 2003, ISBN 88-04-53782-5 ISBN 88-04-51807-3 ISBN 978-88-04-53782-3.
- Il miele del leone. Il mito di Sansone, trad. di A. Shomroni, Milano, Rizzoli, 2005 (2005, דבש אריות, Dvash arayiot), ISBN 88-17-00792-7.
- L'anima di Israele, spunti per una riflessione: eulogia funebre per il figlio Uri, Milano, Ponte azzurro, 2006.
- Con gli occhi del nemico. Raccontare la pace in un paese in guerra, trad. di Elena Loewenthal e Alessandra Shomroni, Collana Frecce, Milano, Mondadori, 2007, ISBN 978-88-04-58117-8 ISBN 978-88-04-57006-6.
- Costruire ponti per la pace: una conversazione con Gad Lerner e un'antologia di testi, Casale Monferrato, Sonda, 2007, ISBN 978-88-7106-228-0.
- Il linguaggio del singolo e il linguaggio della massa, discorso in apertura del "Festival internazionale di letteratura" di Berlino, Firenze: Regione Toscana, 2008.
- Sparare a una colomba. Saggi e discorsi, Collana Scrittori italiani e stranieri, Milano, Mondadori, 2021, ISBN 978-88-047-3529-8.
- La pace è l'unica strada, traduzione di A. Shomroni, Collana Scrittori italiani e straniere, Milano, Mondadori, 2024, ISBN 978-88-047-8913-0.